# Ternivka
Ternivka (ukrainsk: Тернівка, tr. Ternívka, ukrainsk udtale: [terˈn⁽ʲ⁾iu̯kɐ]  ( hør)) er en by i Pavlohrad rajon, Dnipropetrovsk oblast (provins) i Ukraine. Den er hjemsted for administrationen af Ternivka urban hromada, en af hromadaerne i Ukraine. Byen har en befolkning på omkring 26.961 (2022) indbyggere. Før Ruslands invasion af Ukraine 2022 havde den en befolkning på 27.305 (2021) indbyggere.

## Geografi
Byen ligger i den østlige del af oblasten ved sammenløbet af Velyka Ternivka med Samara, 20 km øst for Pavlohrad. Bydelen omfatter også landsbyen Selena Dolyna (Зелена Долина), som ligger nordøst for byen. På den modsatte bred af Velyka Ternivka ligger landsbyen Bohdaniwka. Afstanden til oblastcentret Dnipro er 96 km.

## Historie
I april 1930 var landsbyen centrum for et hurtigt nedkæmpet Ukrainsk oprør mod Sovjetunionen.

## Galleri
- Samarska kulmine i Ternivka
- Centrum i Ternivka
- Rådhus